# Ozdów (przystanek kolejowy)
Ozdów (ukr. Оздів, ros. Оздов) – przystanek kolejowy w miejscowości Ozdów, w rejonie łuckim, w obwodzie wołyńskim, na Ukrainie. Leży na linii Lwów – Łuck – Kiwerce.
Przystanek istniał przed II wojną światową. Nosił wówczas nazwę Janówka.